# Paide
Paide (em alemão:  Weißenstein) é uma cidade (município urbano) da Estônia, capital da região de Järva. É igualmente um município rural.

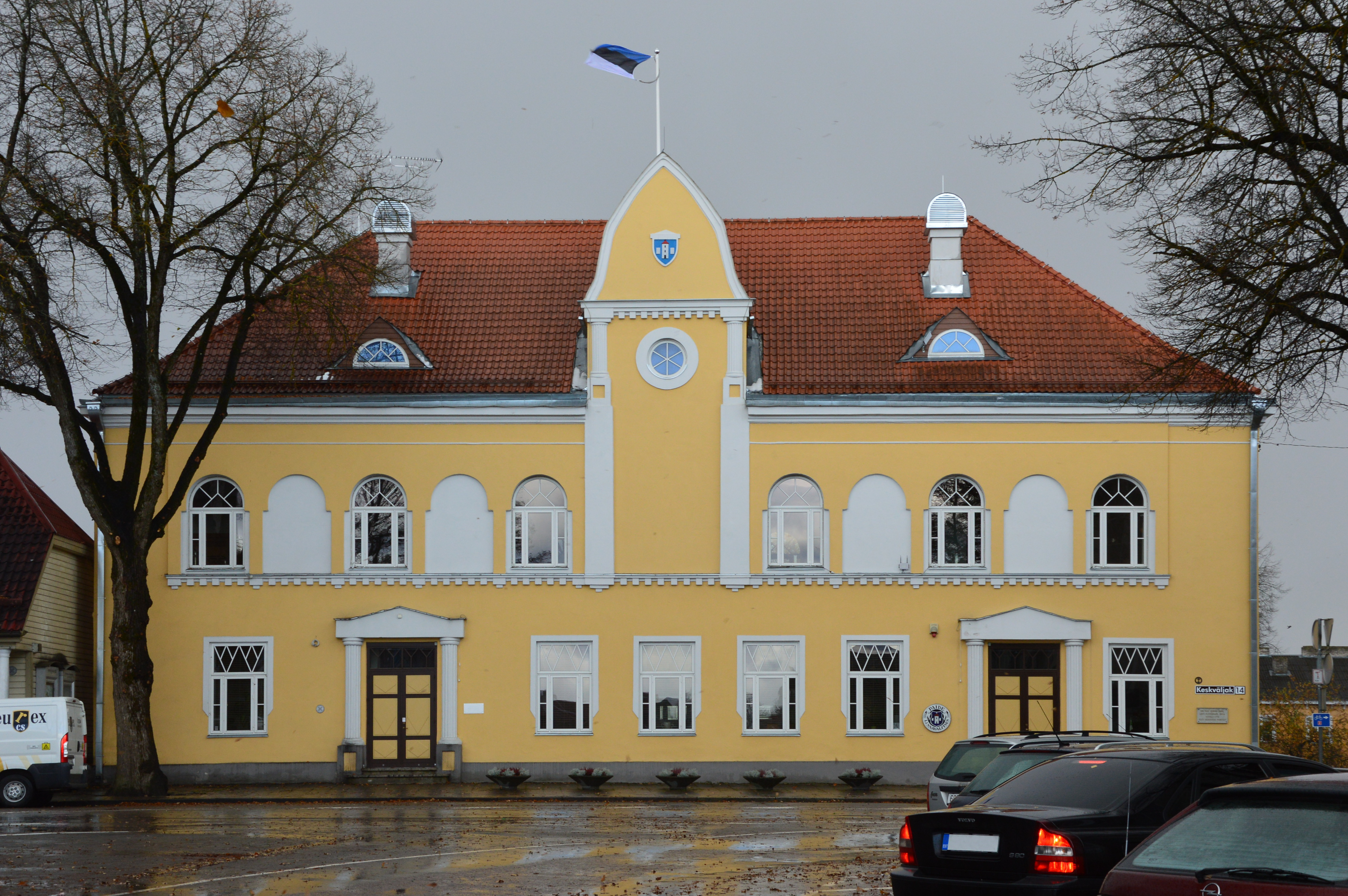
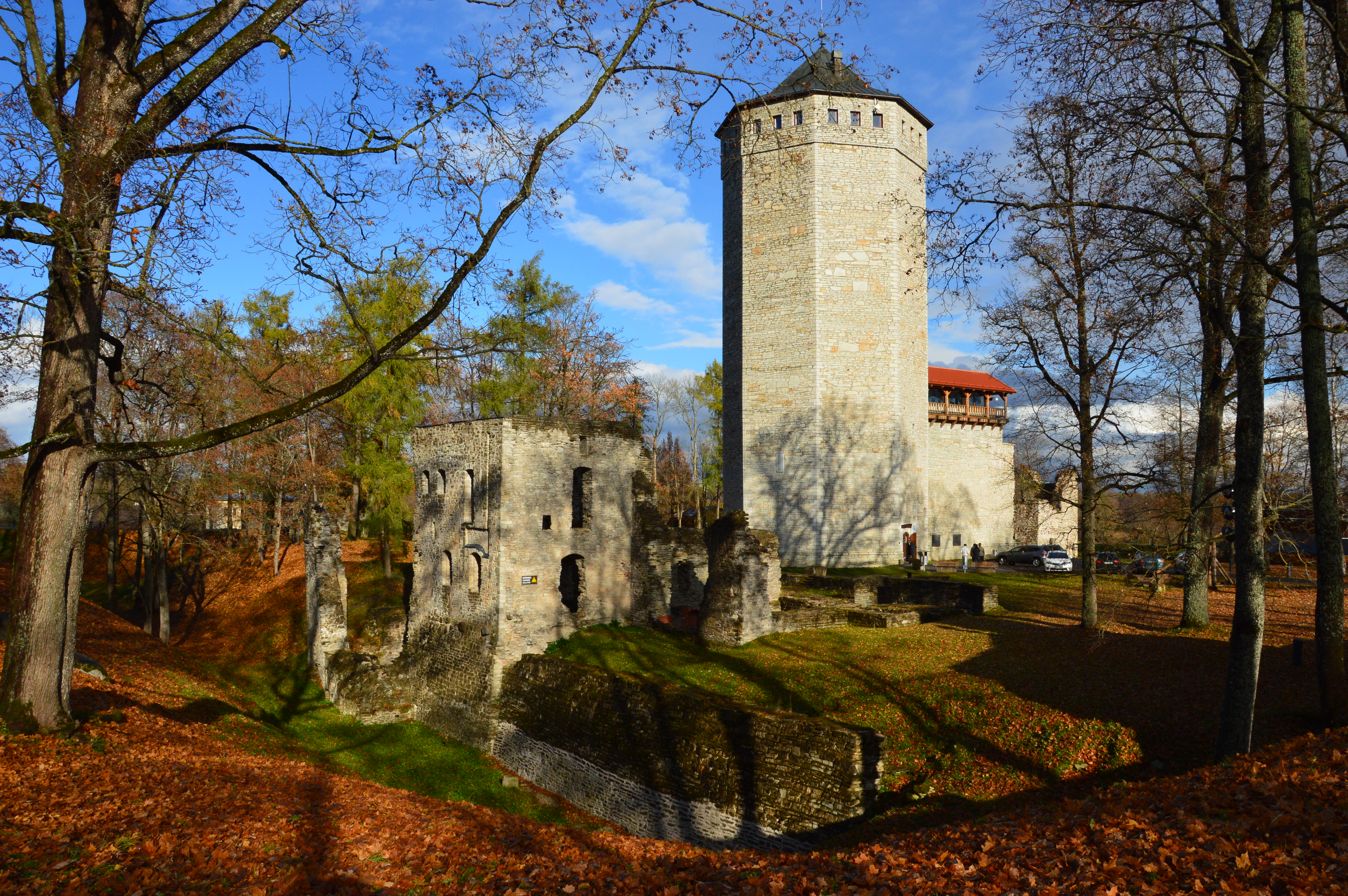
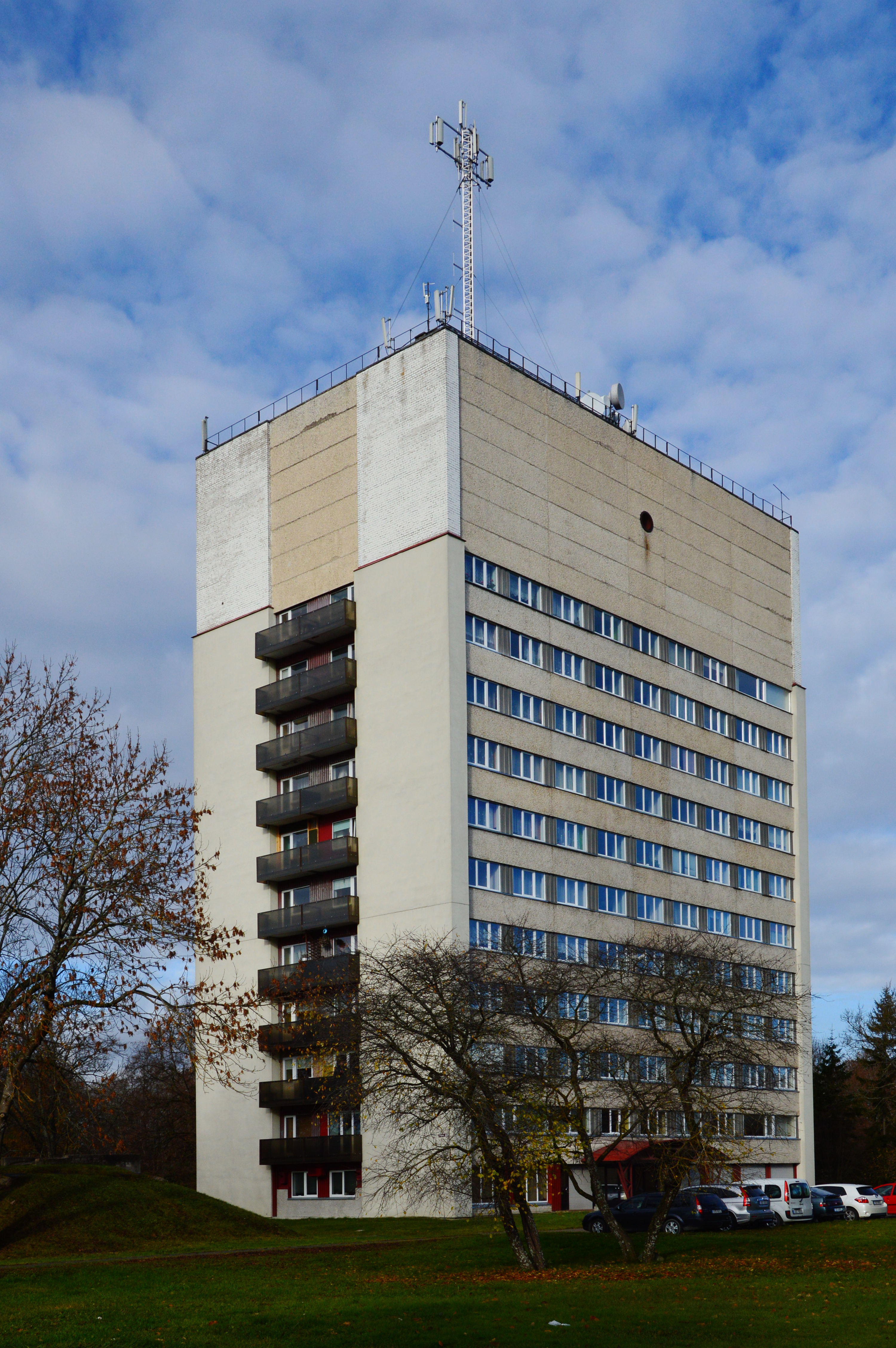
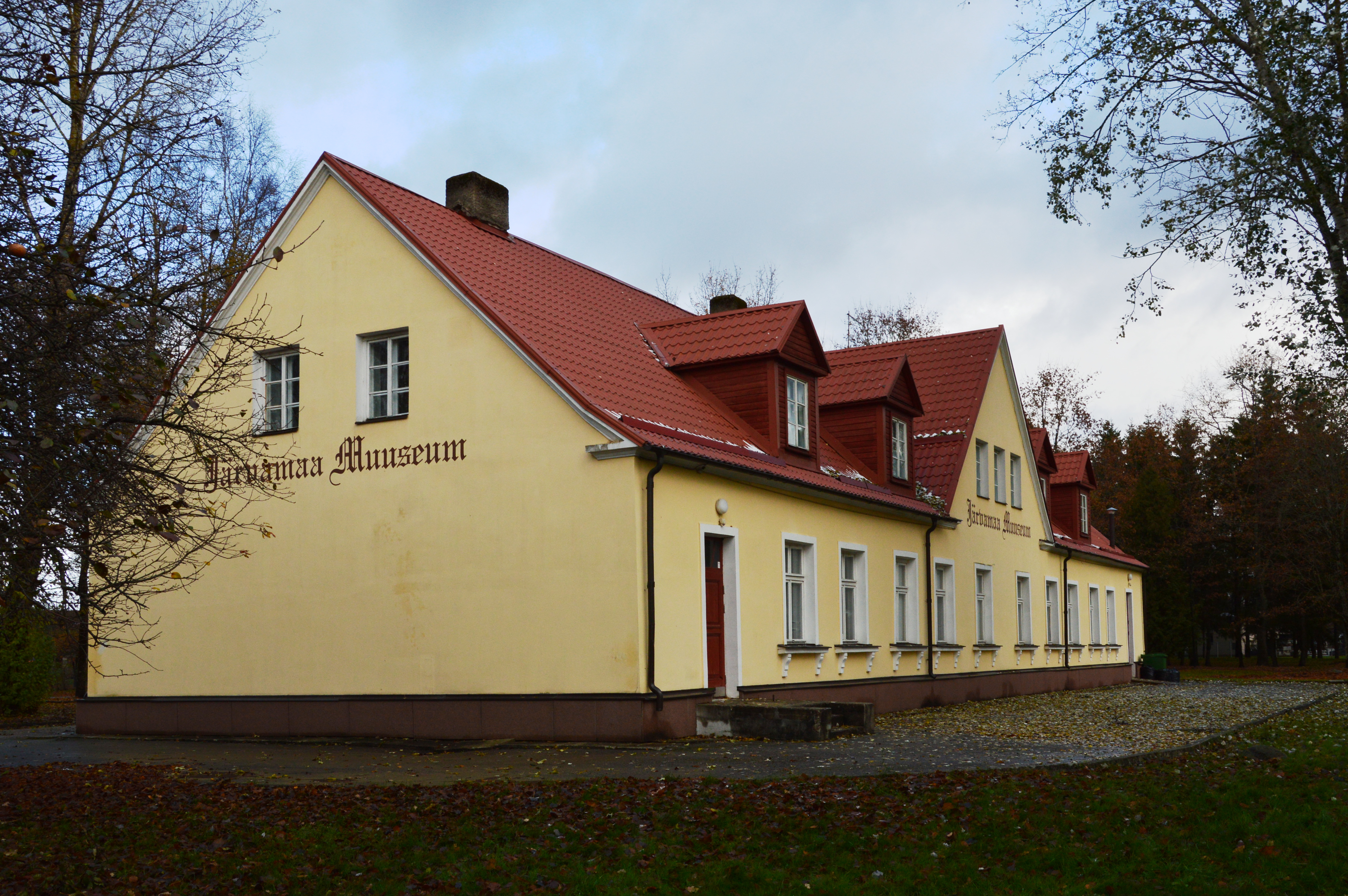